# 小行星3973
小行星3973（3973 Ogilvie）是一颗围绕太阳公转的小行星。1981年10月30日，勞倫斯·G·塔夫（Laurence G. Taff）在索科罗发现了此天体。
这颗小行星的绝对星等为244.5969218322399等。